# Non possumus
Non possumus (pol. nie możemy) – łacińska sentencja stosowana w nawiązaniu do słów apostołów Piotra i Jana, którymi mieli odpowiedzieć na zarzuty Sanhedrynu zabraniającego im działalności w imię Chrystusa: non enim possumus quae vidimus et audivimus non loqui („albowiem nie możemy tego cośmy widzieli i słyszeli nie mówić”). Słowa non possumus przywoływane są w kontekście deklaracji wiary chrześcijańskiej.
Sine dominico non possumus („bez niedzieli nie możemy”) odpowiedzieli w 304 roku męczennicy z Abiteny, schwytani na niedzielnej celebrze liturgicznej, która była zabroniona i karana śmiercią.

Sentencja użyta podczas kontrdemonstracji przeciwników Marszu Równości w Częstochowie przez organizację Pobudka założoną przez Grzegorza Brauna

Formę non possumus stosuje Kościół katolicki wobec żądań świeckich, które ocenia jako nie do przyjęcia (non possumus oznacza niemożliwość zrezygnowania z zasad chrześcijańskich). W takim kontekście słów tych miał użyć papież Klemens VII w odpowiedzi na prośbę o rozwód króla angielskiego, Henryka VIII. Było to przyczyną powstania Kościoła anglikańskiego.
Formuła ta wiąże się także z historią Polski. W memoriale Episkopatu Polski (biskupów) do władz PRL z 8 maja 1953 roku non possumus było wyrazem braku zgody dla podporządkowania się Kościoła władzom świeckim (w odpowiedzi władze uwięziły kardynała Stefana Wyszyńskiego). Memoriał zawierał też uznanie dla państwa za pomoc w odbudowie kościołów i kaplic zniszczonych w czasie II wojny światowej oraz wspominał o pozytywnych stronach niektórych poczynań państwa wobec Kościoła.